# Selección de voleibol de Camerún
La selección nacional masculina de voleibol de Camerún representa a Camerún en competiciones internacionales de voleibol.

## Resultados

### Campeonato mundial
- 1990 — 15º lugar
- 2010 — 13º lugar
- 2014 — puesto 21
- 2018 — puesto 19
- 2022 — puesto 23

### Copa Mundial
- 1989 — 8vo lugar